# 뉴스클립
뉴스클립(newskrw)은 인터넷뉴스 사이트로, 2022년 10월 7일 시작하였다.
뉴스클립은 인터넷뉴스 사이트로서, 인터넷 신문의 내용 및 형태를 취하고 있다는 점이 특징이다.

## 역사
2022년 10월 7일 뉴스클립 사이트 등록
2022년 10월 21일 뉴스클립 사이트 오픈
2022년 11월 10일 구글뉴스 등록